# بازلاما
بازلاما یک نان تخت و دایره ای شکل از آشپزی ترکی با بافتی نرم است. این نان داخلی نرم و لطیف و بیرونی کمی ترد دارد. نان بازلاما از آرد گندم و ماست تهیه می‌شود و دارای ضخامت متوسط ۲ سانتی‌متر و قطر بین ۱۰ تا ۲۵ سانتی‌متر است. پس از مخلوط کردن مواد و تخمیر به مدت دو تا سه ساعت، یک تکه خمیر ۲۰۰–۲۵۰ گرمی را به صورت گلوله درمی‌آورند، سپس صاف می‌کنند و روی اجاق داغ می‌پزند. در حین پخت، نان را برم یگردانند تا طرق دیگرش نیز پخته شود. بازلاما به‌طور کلی به صورت تازه مصرف می‌شود و اغلب به عنوان بخشی از صبحانه سنتی ترکی سرو می‌شود. بازلاما به دلیل محبوبیتی که در مناطق روستایی ترکیه دارد، گاهی به عنوان نان روستایی نیز شناخته می‌شود. زمان ماندگاری بازلاما بسته به شرایط نگهداری از چند ساعت تا چند روز متغیر است.